# Бринє (Шентруперт)
Бринє (словен. Brinje) — поселення в общині Шентруперт, регіон Південно-Східна Словенія, Словенія.